# Buc (Territoire de Belfort)
Bucⓘ (deutsch früher Birr) ist eine französische Gemeinde mit 243 Einwohnern (Stand: 1. Januar 2022) im Territoire de Belfort in der Region Bourgogne-Franche-Comté. Die Bewohner werden Bucains und Bucaines genannt.

## Geographie
Buc liegt auf 372 m, etwa sechs Kilometer westsüdwestlich der Stadt Belfort (Luftlinie). Das Dorf erstreckt sich im Hügelland westlich von Belfort, im äußersten Westen des Départements, in einer weiten Mulde zwischen den Höhen des Bois du Mont im Südosten und der Brisée im Nordwesten.

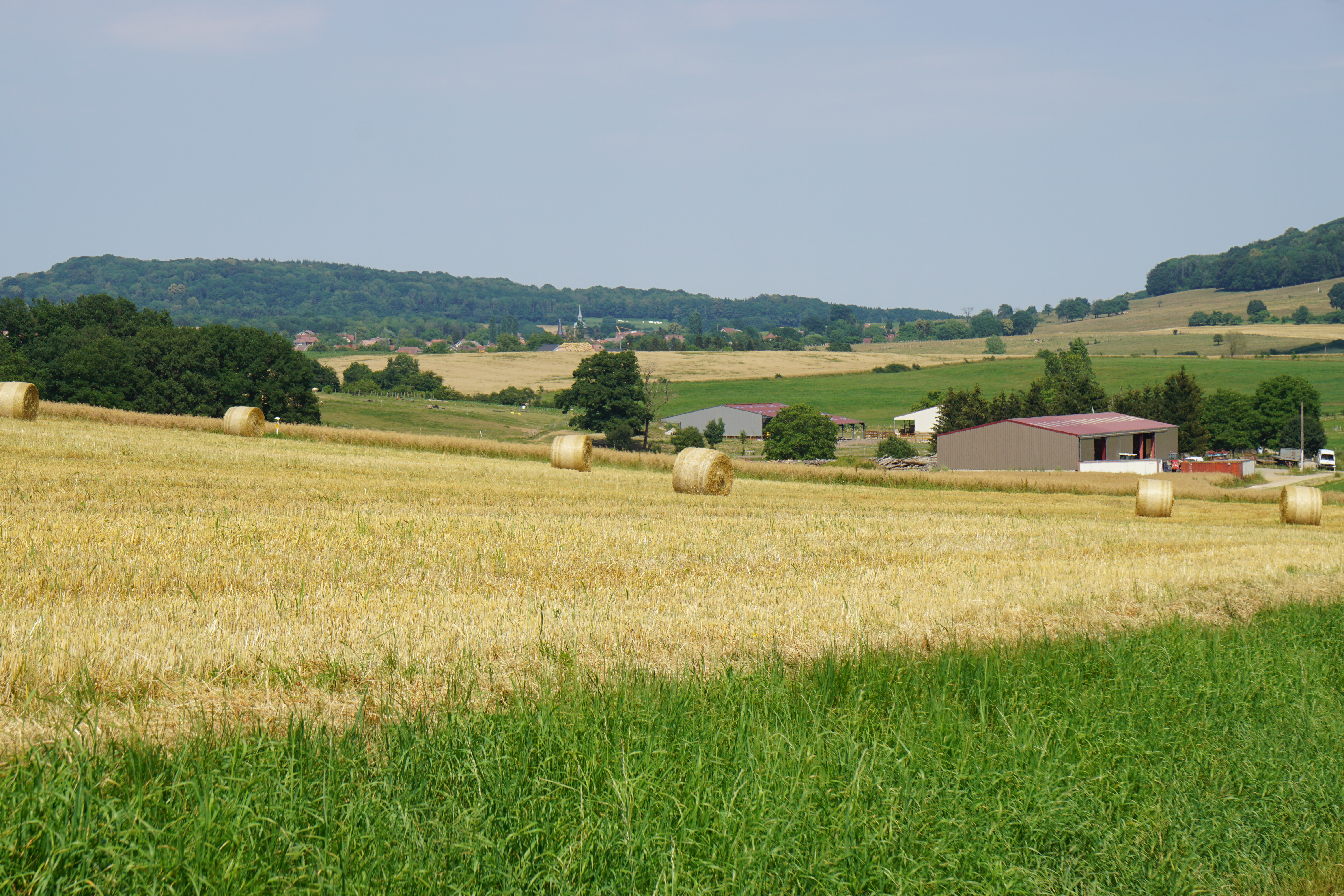
Landschaft bei Buc

Die Fläche des 2,44 km² großen Gemeindegebiets umfasst einen Abschnitt der leicht gewellten Landschaft im westlichen Bereich der Burgundischen Pforte (Trouée de Belfort). Der Hauptteil des Gebietes wird vom Plateau von Buc eingenommen, das durchschnittlich auf 380 m liegt. Es wird als Acker- und Wiesland landwirtschaftlich genutzt. Der Dorfbach von Buc entwässert das Gebiet nach Süden über die Lizaine zum Allan bei Montbéliard. Im Waldgebiet Chaufour nordöstlich des Dorfes befindet sich der Étang du Paquis. Nach Südosten erstreckt sich das Gemeindeareal über einen sanft ansteigenden Hang bis auf den breiten Höhenrücken des Bois du Mont, auf dem mit 461 m die höchste Erhebung von Buc erreicht wird.
Nachbargemeinden von Buc sind Châlonvillars und Essert im Norden, Urcerey im Osten, Échenans-sous-Mont-Vaudois im Süden sowie Mandrevillars im Westen.

## Geschichte
Erstmals urkundlich erwähnt wird Buc Ende des 12. Jahrhunderts unter dem Namen Bures. Aus späterer Zeit stammen die Bezeichnungen Bus und But. Zunächst im Einflussbereich der Herren von Montbéliard stehend, gelangte Buc Mitte des 14. Jahrhunderts unter die Oberhoheit der Habsburger und gehörte zur Herrschaft Belfort. Zusammen mit dem Sundgau kam das Dorf mit dem Westfälischen Frieden 1648 an die französische Krone. Seit 1793 gehörte Buc zum Département Haut-Rhin, verblieb jedoch 1871 als Teil des Territoire de Belfort im Gegensatz zum restlichen Elsass bei Frankreich.

## Bevölkerung
| Jahr      | 1962 | 1968 | 1975 | 1982 | 1990 | 1999 | 2006 | 2013 | 2020 |
| Einwohner | 213  | 219  | 230  | 273  | 284  | 312  | 310  | 307  | 264  |

Mit 243 Einwohnern (1. Januar 2022) gehört Buc zu den kleinen Gemeinden des Département Territoire de Belfort. Nachdem die Einwohnerzahl in der ersten Hälfte des 20. Jahrhunderts stets im Bereich zwischen 160 und 200 Personen gelegen hatte, wurde seit Beginn der 1970er Jahre bis zum Jahre 2000 ein deutliches Bevölkerungswachstum verzeichnet, bevor eine Phase der Stagnation einsetzte.

## Sehenswürdigkeiten

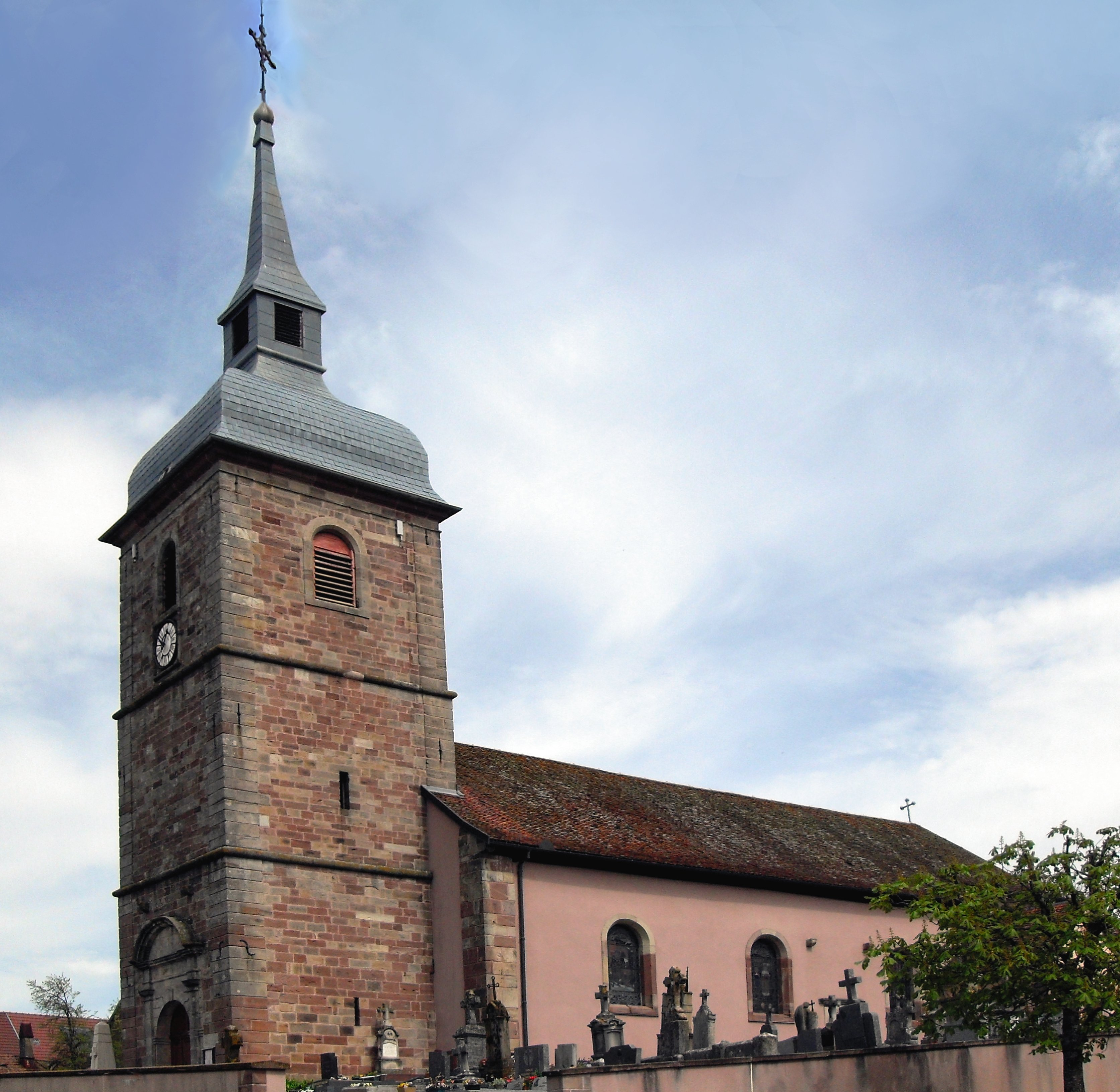
Kirche Mariä Geburt

Die Kirche Mariä Geburt (Église de la Nativité de la Sainte Vierge) wurde 1718 erbaut und besitzt eine reiche Ausstattung, darunter einen Altar aus der Erbauungszeit. 
Der alte Ortskern ist geprägt durch verschiedene Bauernhäuser im traditionellen Stil der Franche-Comté aus dem 18. und 19. Jahrhundert.

## Wirtschaft und Infrastruktur
Buc war bis weit ins 20. Jahrhundert hinein ein vorwiegend durch die Landwirtschaft (Ackerbau, Obstbau und Viehzucht) und die Forstwirtschaft geprägtes Dorf. Daneben gibt es heute einige Betriebe des lokalen Kleingewerbes. Mittlerweile hat sich das Dorf zu einer Wohngemeinde gewandelt. Viele Erwerbstätige sind deshalb Wegpendler, die in den Agglomerationen Belfort und Montbéliard ihrer Arbeit nachgehen.
Die Ortschaft liegt abseits der größeren Straßenverbindungen an einer Departementsstraße, die von Bavilliers nach Luze führt. Der nächste Anschluss an die Autobahn A36 befindet sich in einer Entfernung von ungefähr sechs Kilometern. Eine weitere Straßenverbindung besteht mit Châlonvillars.